# Скансен

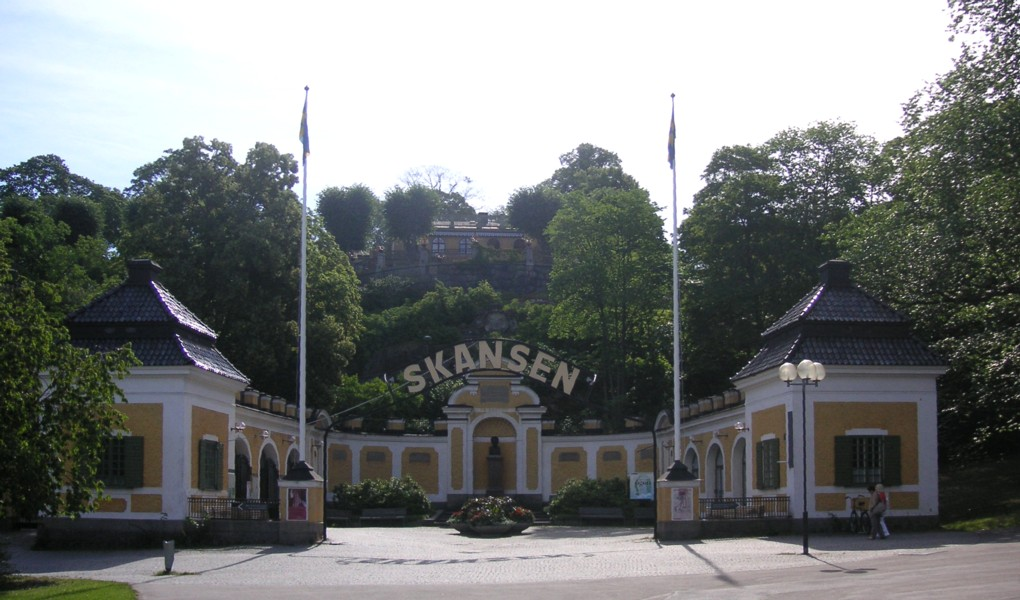
Вхід до Скансена

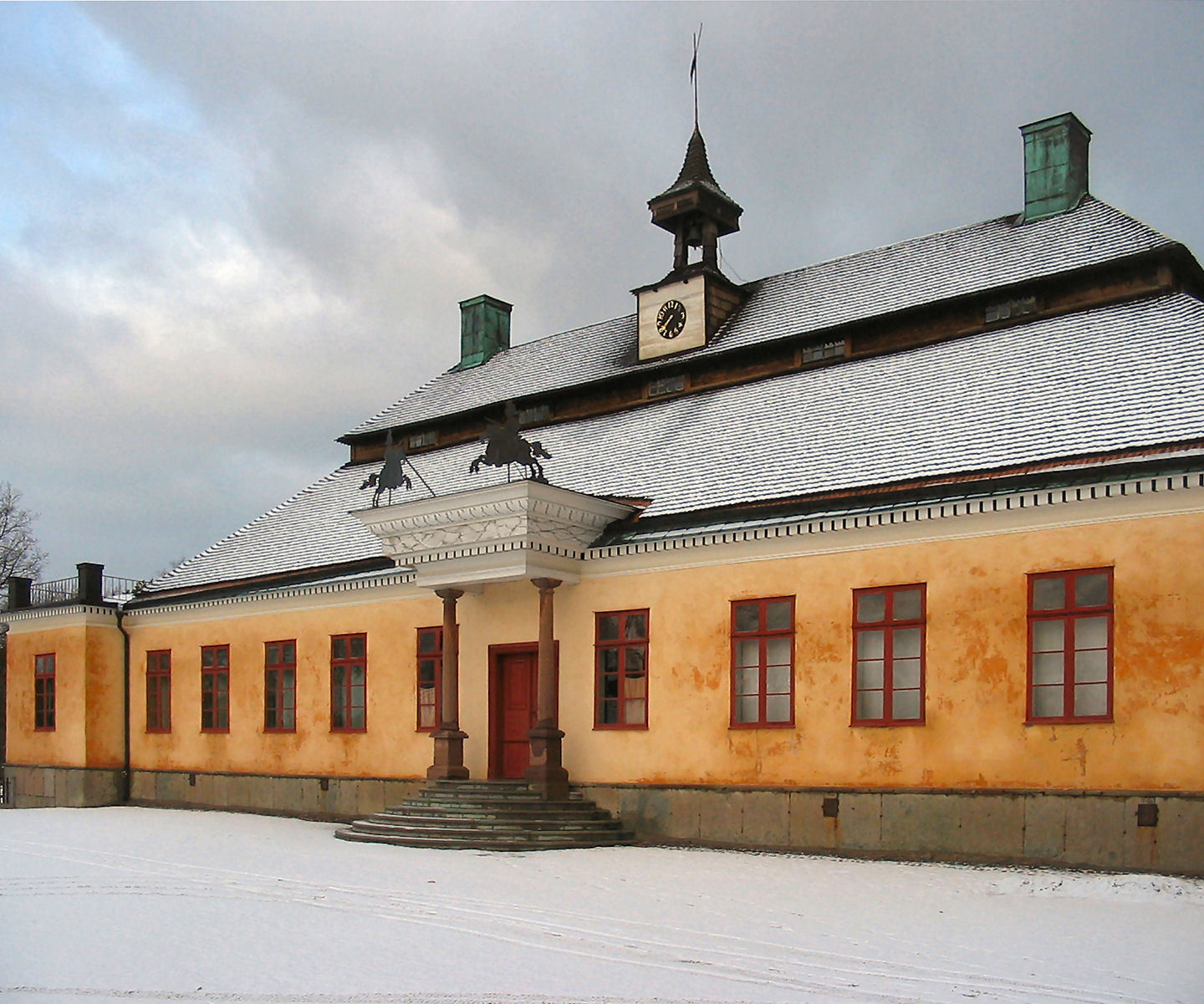
Маєток у Скансені

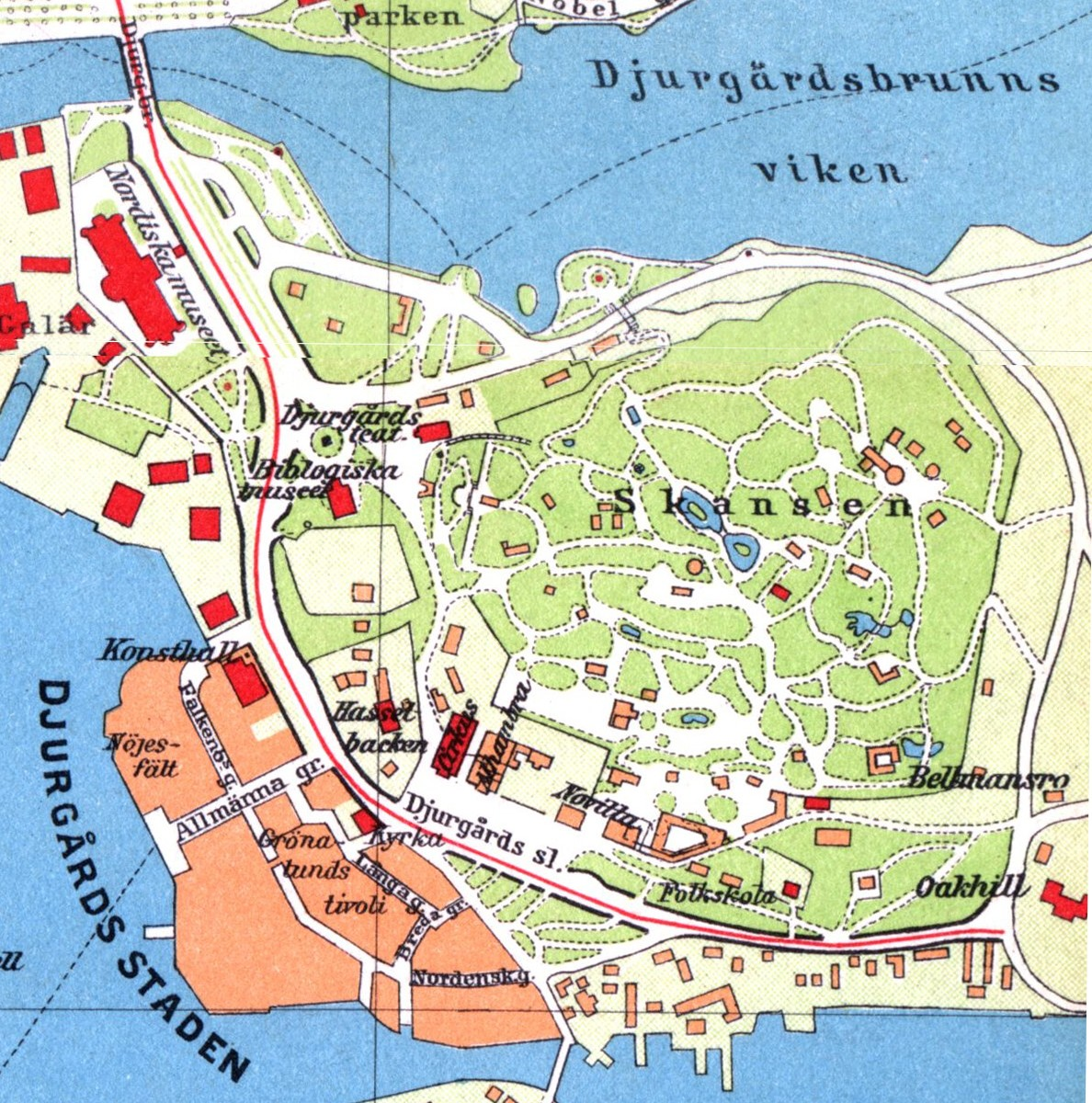
Скансен на карті Стокгольма

Ска́нсен (швед. Skansen, у перекладі на українську — шанець) — етнографічний комплекс — музей просто неба, музей-село, розташоване на острові Юргорден (швед. Djurgården) у Стокгольмі. Заснований Артуром Гаселіусом 11 жовтня 1891 року.

## Заснування
1810 року на острові Юргорден, що раніше належав шведській короні, торговець Йон Бургман побудував літній павільйон із мальовничим краєвидом на місто та заклав чудовий сад. Маєток Бургмана був названий «Скансен», оскільки поряд розташовувалася невелика фортеця (шведською «skans» означає «укріплення»), де принци королівської родини навчалися військової майстерності.
1891 року Артур Хазеліус, директор і засновник Музею Північних країн, придбав маєток «Скансен» із метою заснування фольклорного культурно-історичного музею просто неба.
У неділю, 11 жовтня 1891 року, «Скансен» уперше відкрився для відвідувачів, а його першим експонатом став будиночок із Мури.

## Розвиток музею
«Скансен» став першим у світі етнографічним музеєм просто неба. Тут, у самому центрі Стокгольма, зібрані споруди з різних куточків Швеції й навіть цілі комплекси, як-от: кузня, майстерня склодува, пекарня.
У перші двадцять років свого існування музей значно розширився. Сюди починають звозити будинки й цілі садиби з усієї Швеції, а також звірів для невеликого звіринцю.
Зараз у Скансені представлено понад 150 будинків і садиб XVIII — XX століття, у яких збережений інтер'єр, що показує, як жили в ті часи люди різного соціального походження в різних районах Швеції. Працівники музею, які доглядають за будинками, одягнені в костюми відповідної епохи, вони можуть провести відвідувачів кімнатами та розповісти про експонати.
Також у Скансені розташований невеликий зоопарк, де живуть як дикі, так і домашні тварини Швеції. Поруч із входом до Скансена працює Біологічний музей, а всередині розташований Акваріум Скансена.
Щорічно в Скансені святкують багато свят (Вальпургієва ніч, Свято середини літа, Різдво тощо), а одне зі свят, що його придумав Артур Хазеліус, відзначають особливо широко — День Шведського прапора, який святкується 6 червня. З 1983 року це свято стало офіційним у Швеції.
Назва «Скансен» стала прозивним на позначення етнографічних музеїв просто неба.

## Фунікулер
З 1897 року Скансен обслуговується фунікулером Скансен-Бергбана, що споруджено на північно-західній стороні пагорба Скансен. Фунікулер має довжину 196,4 м, загальний підйом - 34,57 м.
Скансен також обслуговується трамваями лінії 7.

## Адреса
Skansen, Box 27807, SE-115 93 Stockholm, Sweden.

## Директори музею

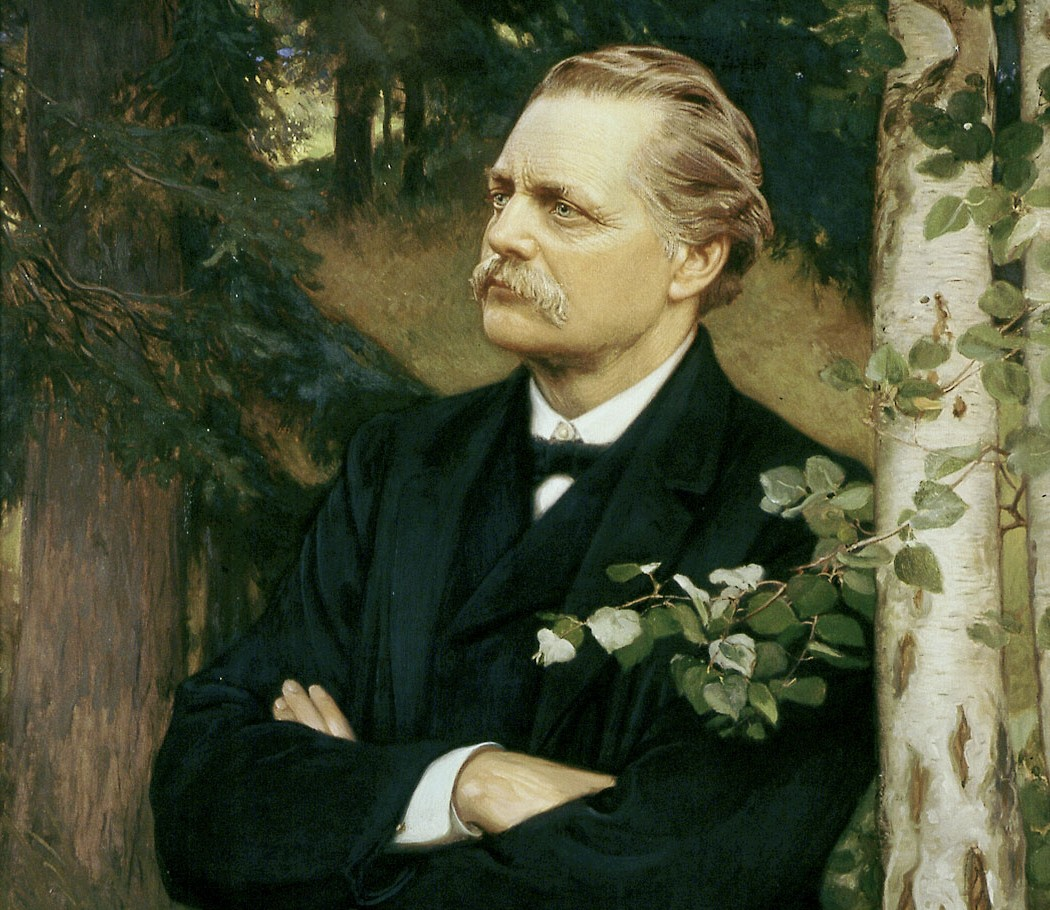
Артур Гаселіус

| Роки      | Ім'я                 |
| --------- | -------------------- |
| 1891—1901 | Artur Hazelius       |
| 1901—1905 | Gunnar Hazelius      |
| 1905—1912 | Bernhard Salin       |
| 1913—1928 | Gustaf Upmark        |
| 1929—1955 | Andreas Lindblom     |
| 1956—1968 | Gösta Berg           |
| 1969—1982 | Nils Erik Baehrendtz |
| 1982—1991 | Eva Nordenson        |
| 1992—1994 | Hans Alfredson       |
| 1995—2005 | Anna-Greta Leijon    |
| 2005-     | John Brattmyhr       |